# Двуречье (Камчатский край)
Двуре́чье — посёлок в Елизовском районе Камчатского края России. Входит в состав Новоавачинского сельского поселения.

## География
К северу примыкает к автодороге А-401
Расстояние до районного центра (Елизово) — 9 км.
Расстояние до краевого центра (Петропавловск-Камчатский) — 16 км.
Расстояние до ближайшего аэропорта — 4 км.

## История
Посёлок основан в 1935 году и получил наименование 24-й км — по своему расположению на 24-м км шоссе Петропавловск-Камчатский — Елизово.

## Население
| 2002 | 2010 | 2012 | 2013 | 2015 | 2016 | 2018 |
| ---- | ---- | ---- | ---- | ---- | ---- | ---- |
| 221  | ↗256 | ↗260 | ↗273 | ↗285 | ↘284 | ↗287 |
| 2020 |      |      |      |      |      |      |
| ↗288 |      |      |      |      |      |      |

## Улицы
| - ул. Восточная, - ул. Заречная, - ул. Набережная, - ул. Ручейная, | - ул. Садовая, - ул. Северная, - ул. Солнечная, - ул. Центральная. |